# Zucchero filato

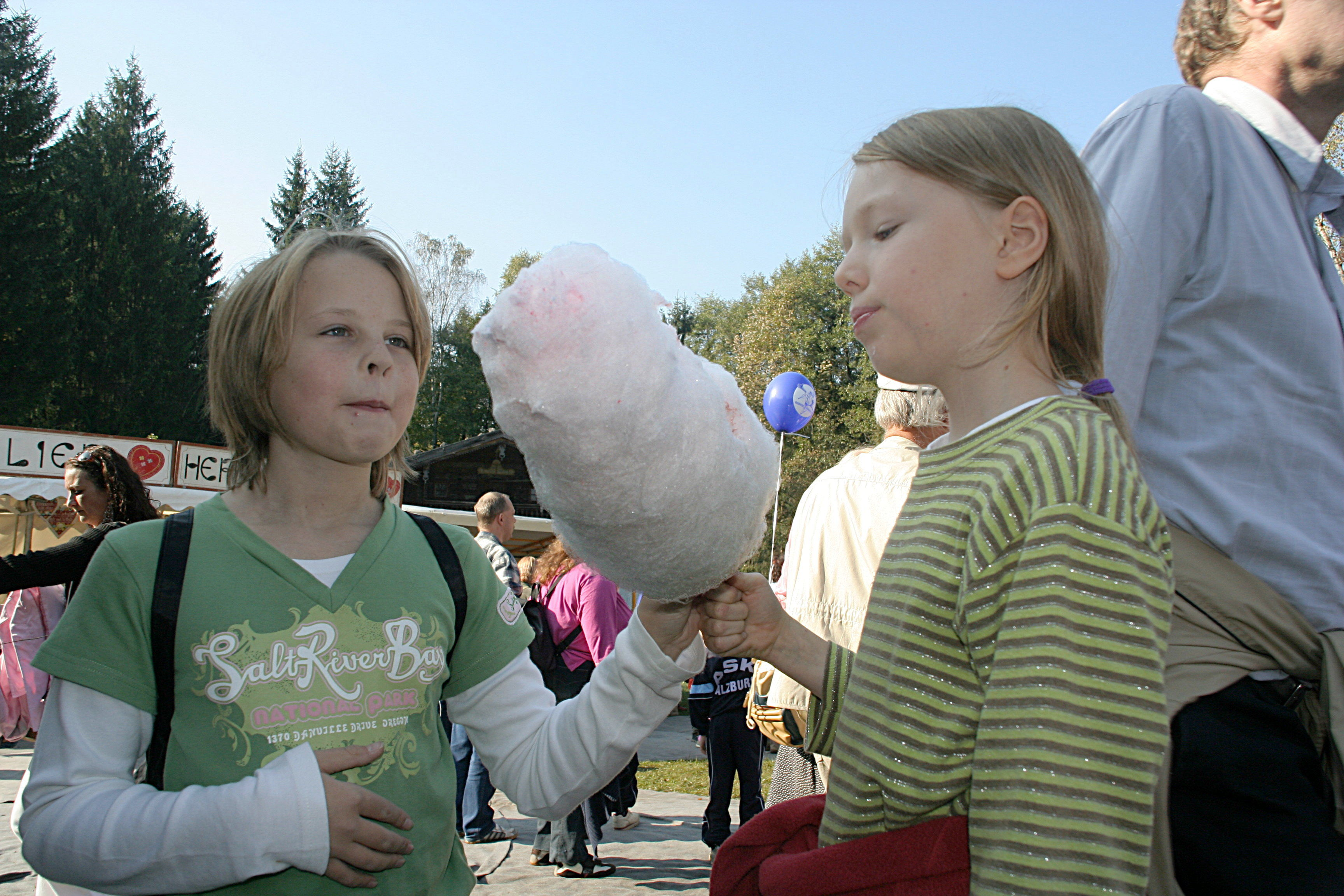
Due bambini assaggiano lo zucchero filato.

Lo zucchero filato è un prodotto dolciario, composto da una particolare forma, simile a una nuvola, dello zucchero, ottenuto attraverso una macchina che lo scioglie e lo trasforma in fili estremamente sottili che si avvolgono intorno a un bastoncino o a un cono, fino a formare la soffice forma. Il sapore varia in base al tipo di zucchero utilizzato.

## Storia
Lo zucchero filato ha origini incerte, sembra essere nato in Europa nel XVIII secolo, ma la sua produzione rimase un complicato processo manuale fino al 1897, quando il dentista William Morrison e il pasticciere John C. Wharton, originari di Nashville in Tennessee, inventarono la macchina per produrlo.
Questo prodotto dolciario viene però scoperto dal grande pubblico nel 1904 alla Fiera mondiale di St. Louis (Missouri, USA) quando fu presentato dagli stessi inventori con il nome di fairy floss (lana di fata); ebbe un enorme successo e furono vendute 68.655 confezioni a 0,25 dollari l'una, prezzo non irrisorio al tempo.
In Italia lo zucchero filato fa la sua prima comparsa nel 1906 a Udine con il Circo di Buffalo Bill.
Lo zucchero filato si è diffuso in tutto il mondo e tradizionalmente lo si associa a eventi di festa quali luna park, circo, fiere, feste di paese e in generale all'infanzia. In queste occasioni, è spesso affiancato dalla macchinetta dei pop corn.
Nei Paesi Arabi e in alcuni Paesi del Centro America lo si vende preconfezionato e i bastoncini in genere sono inseriti all'interno di un lungo cilindro in modo da formare un "Albero dello zucchero". Negli Stati Uniti si è diffusa recentemente anche la moda di porlo in confezioni di plastica vendute nei centri commerciali. Anche in Germania lo si inserisce in buste con fiocchi di vario colore e gusto. In Italia invece è più diffusa la versione semplice senza coloranti, avvolta o in bastoncini di legno o in coni di carta. Lo zucchero filato, in Italia, è un prodotto che risulta commercialmente valido se venduto in strada, ma che non riscuote successo quando commercializzato in un bar o di un altro genere di locale. In Italia inoltre chi limita la propria attività alla vendita di solo zucchero filato e pop corn è esonerato dall'emissione dello scontrino fiscale.

## Composizione
Lo zucchero filato è fatto con zucchero e, eventualmente, coloranti alimentari e aromi. I gusti più classici sono semplice zucchero e fragola ma ne esistono degli altri come quello alla paprika, alla banana, al cocco o alla menta.
Contrariamente a quanto si possa pensare per via delle sue dimensioni, il prodotto contiene poco zucchero.

## Produzione

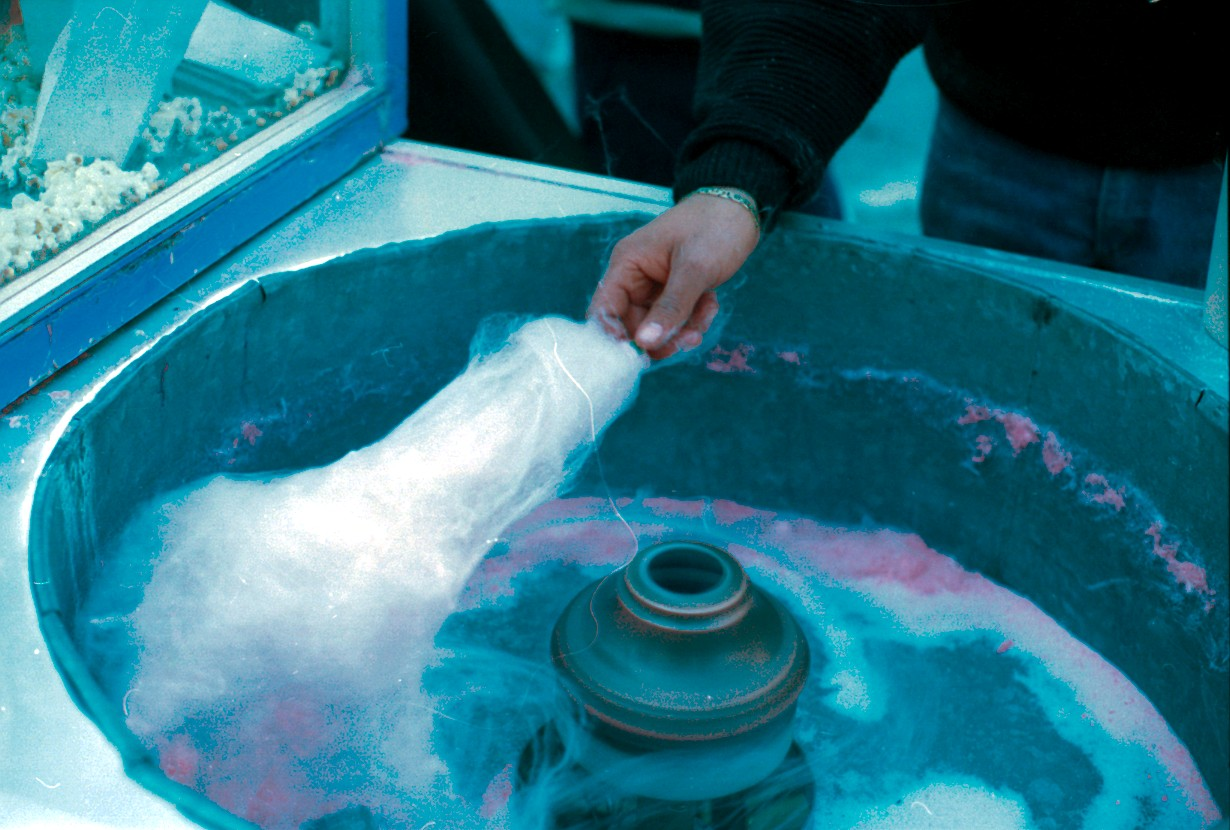
Macchina che prepara lo zucchero filato.

Le macchine moderne per la produzione di zucchero filato utilizzano questo procedimento: la parte centrale della macchina consiste di un contenitore rotante in cui viene messo lo zucchero (addizionato con gli eventuali coloranti e aromi). Una resistenza elettrica riscalda gli ingredienti sciogliendo lo zucchero. Lo zucchero, fuso in questo modo, sprizza fuori dal corpo centrale attraverso piccolissimi fori; entrando a contatto con l'aria più fredda si solidifica ed assume la caratteristica composizione a fili sottili che vengono raccolti in un recipiente metallico. A questo punto basta ruotare un cono o un bastoncino lungo il recipiente metallico per raccogliere i fili di zucchero che, essendo molto appiccicosi, si attaccheranno tra loro.